# Llibret (menjar)
El llibret, sovint anomenat llibret de llom, és un plat consistent en llom de porc obert en forma de llibre, tradicionalment farcit de pernil dolç (el més habitual) o de pernil serrà i de formatge, en el seu origen gruyère, i arrebossat amb ou i pa ratllat, que es fregeix després en oli. També es pot cobrir, abans de l'arrebossat, amb una capa de beixamel i es poden variar els farciments, de manera que en comptes de pernil s'hi afegeixi sobrassada.
En origen, es tractaria d'una adaptació del cordon bleu, un plat tradicional suís que es prepara amb escalopa i que, a diferència del llibret, el qual es plega, s'enrotlla al voltant de formatge gruyère i pernil.